# Plecoptera mesostriga
Plecoptera mesostriga är en fjärilsart som beskrevs av George Francis Hampson 1926. Plecoptera mesostriga ingår i släktet Plecoptera och familjen nattflyn. Inga underarter finns listade i Catalogue of Life.